# Korskyrkan, Mariestad
Korskyrkan i Mariestad, eller Mariestads Baptistförsamling som den officiellt heter, är en kristen församling och frikyrka med ca 150 medlemmar. Församlingen samarbetar med kyrkosamfundet Evangeliska Frikyrkan. Gudstjänstlokalen är Korskyrkan som byggdes 1984 och ligger vid Bråtenvägen/Marieforsleden i västra delen av Mariestad. Församlingen har en omfattande verksamhet för olika åldrar och erbjuder bland annat Alphakursen. Det finns också ett stort internationellt engagemang.
Korskyrkan samarbetar med Pingstkyrkan, Equmeniakyrkan och Svenska kyrkan i Mariestad i Mariestads Ekumeniska Råd, som bland annat driver en second hand-butik.

## Historik
Församlingen bildades 1884, och vid församlingens 100-årsjubileum 1984 gavs en jubileumsskrift ut där församlingens historia beskrivs. Skriften heter "Vinträdet och grenarna" och är författad av Willy Svahn. Korskyrkan samarbetade från början med Svenska Baptistsamfundet och senare med Örebromissionen som i dag är en del av Evangeliska Frikyrkan. Församlingens första egna gudstjänstlokal hette Viktoriakyrkan och byggdes 1911 vid Viktoriagatan i Mariestad men är idag riven. 